# Chiococca petensis
Chiococca petensis är en måreväxtart som beskrevs av Cyrus Longworth Lundell. Chiococca petensis ingår i släktet Chiococca och familjen måreväxter.
Artens utbredningsområde är Guatemala. Inga underarter finns listade i Catalogue of Life.